# Kościół cmentarny św. Karola Boromeusza w Wiedniu

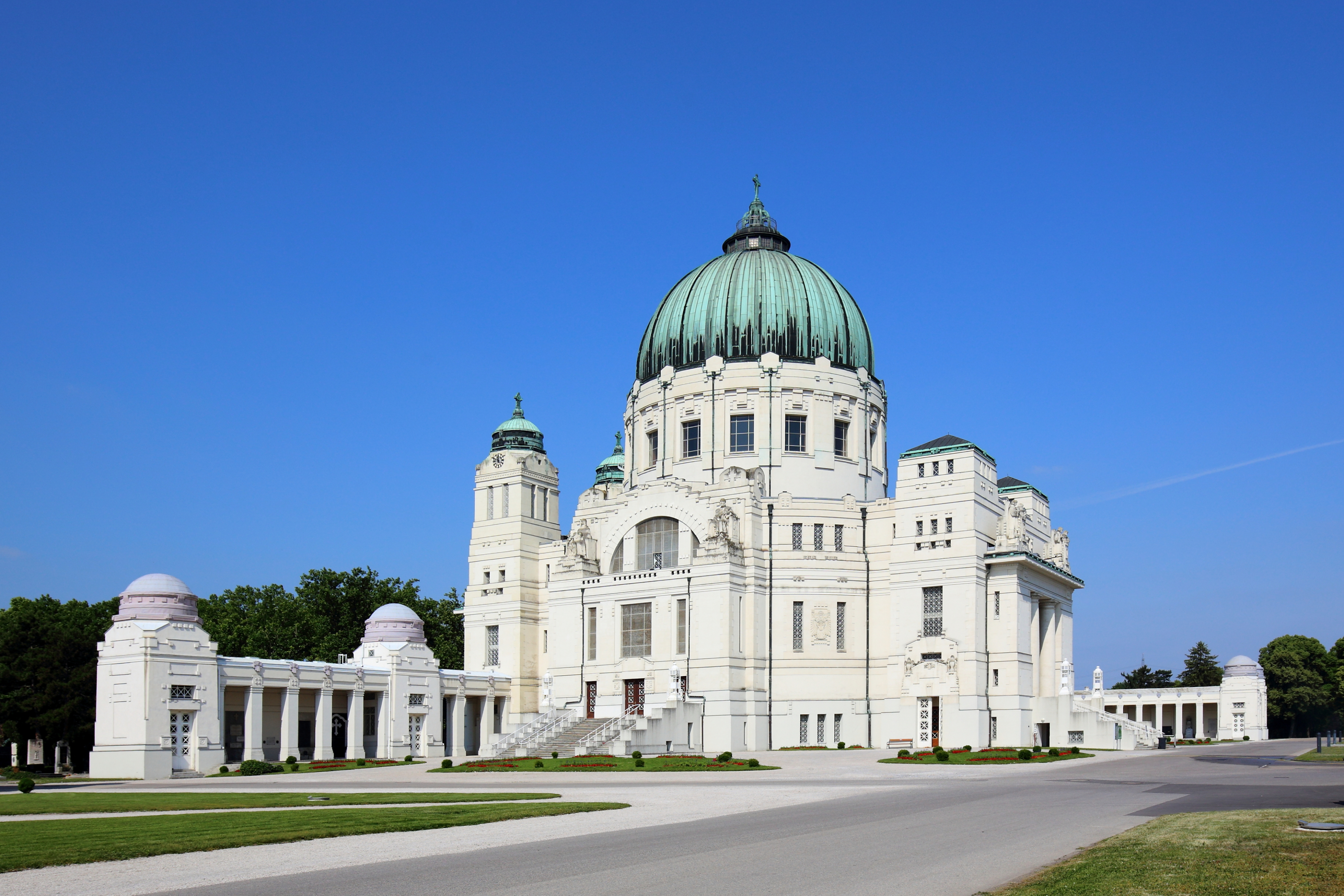
Kościół cmentarny św. Karola Boremeusza (widok ogólny)

Kościół cmentarny św. Karola Boromeusza na Cmentarzu Centralnym w Wiedniu (Friedhofskirche zum heiligen Karl Borromäus) dawniej kościół pamięci Karla Luegera (Dr.-Karl-Lueger-Gedächtniskirche, popularnie nazywany Luegerkirche).

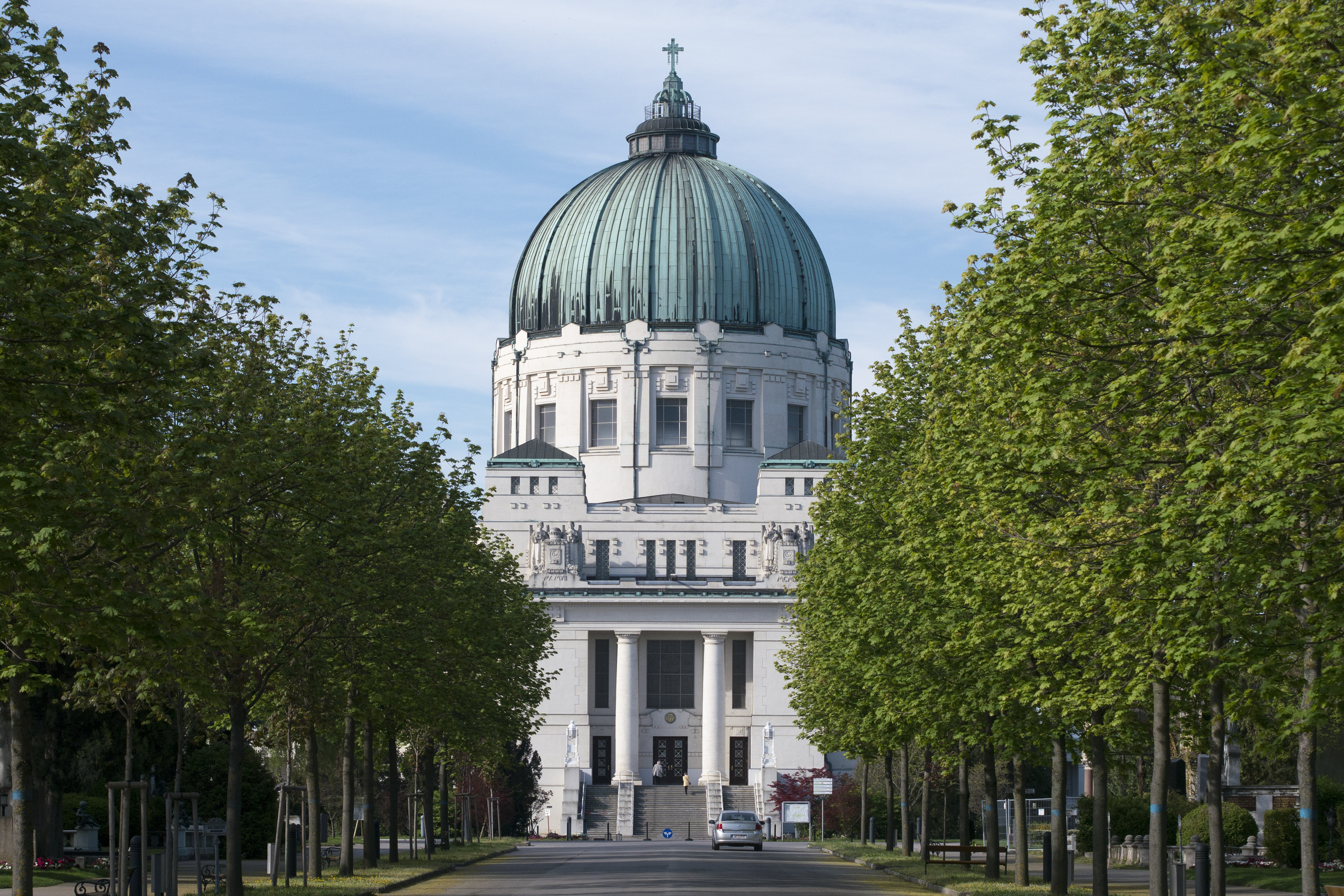
widok na kościół od strony bramy głównej

Górny kościół – widok ogólny, w środku ołtarz

Budowa kościoła na Cmentarzu Centralnym w Wiedniu była zaplanowana już w jego pierwotnym założeniu, którego autorami byli architekci z Frankfurtu, Karl Jonas Mylius i Alfred Friedrich Bluntschli w 1870 roku. Niemniej, głównie z powodów finansowych upłynęło wiele lat od otwarcia cmentarza, gdy rada miasta Wiednia w 1899 ogłosiła konkurs na projekt ukończenia budowy kompleksu cmentarnego (brama główna, dwie sale pogrzebowe i kościół cmentarny) w Simmering. Wygrał go Max Hegele mający wówczas 27 lat. Nie ulega wątpliwości, że projekt Maxa Hegele był inspiracją dla Otto Wagnera (zasiadał w jury konkursu na Cmentarz Centralny) dla jego projektu kościoła w Steinhof zbudowanego w latach 1905–1907. Hagele rozpoczął swą budowę osiem lat po rozstrzygnięciu konkursu, dopiero po wybudowaniu głównej bramy i hal grobowych. Wmurowanie kamienia węgielnego pod budowę kościoła przeprowadził 11 maja 1908 burmistrz Wiednia Karl Lueger, a prace trwały do października 1910.

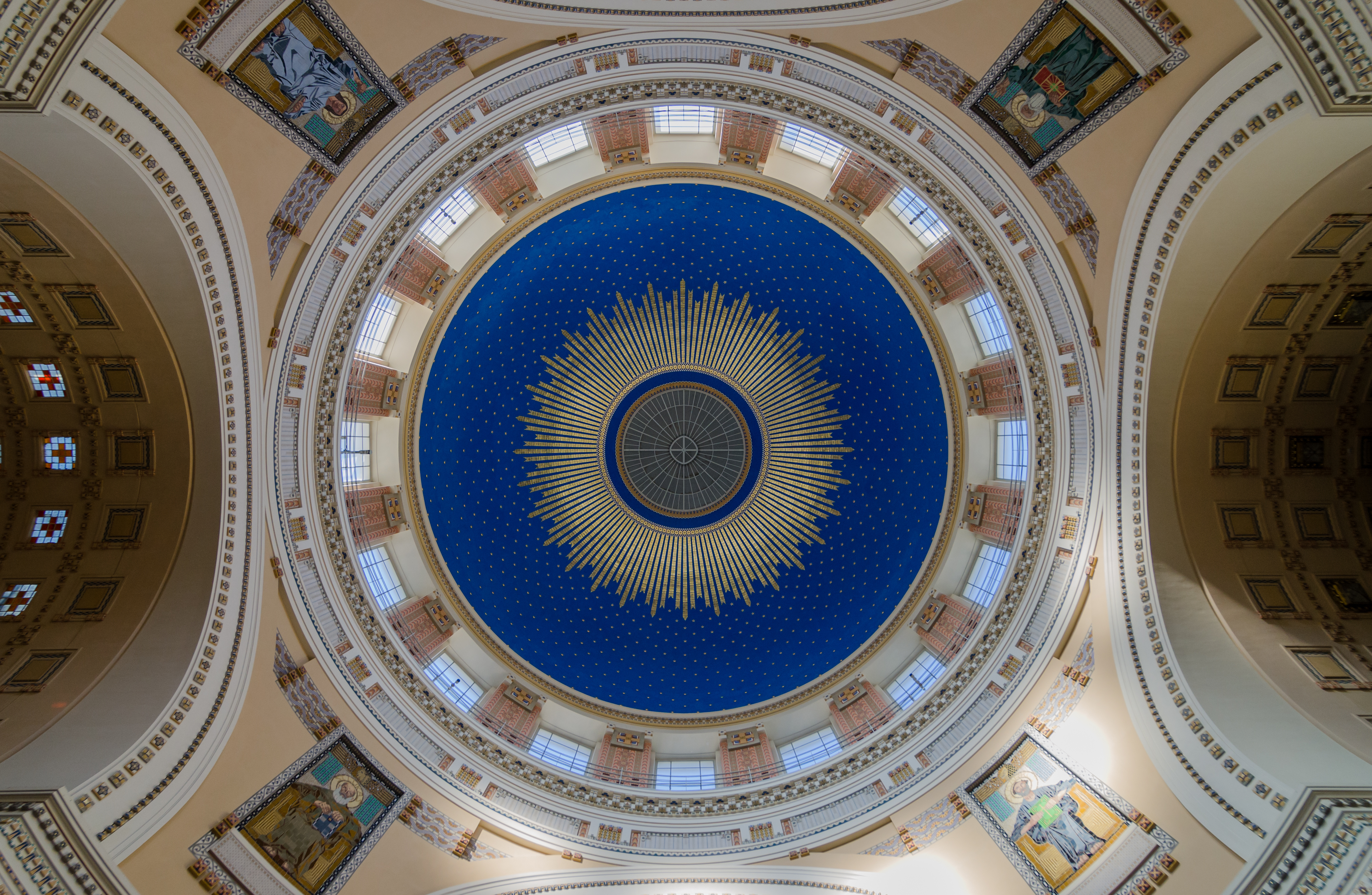
Kopuła kościoła

Budowany w początkach XX wieku, w warunkach ostrej walki politycznej kościół szybko przestał być jedynie katolickim kościołem cmentarny, którego jedynym celem miało być upamiętnienie zmarłych z religijnego punktu widzenia. Po nagłej śmierci Karla Luegera Rada Miejska postanowiła bowiem przekształcić budowaną budowlę w jego pomnik. Dokonano nawet korekt w dwóch trzecich już wykonanych prac budowlanych. W dolnym kościele zbudowano kryptę dla Luegera zaś w górnym zamurowano otwór dla planowanego szklanego okna by stworzyć miejsce pod malowidło ścienne „Sąd Ostateczny”, na którym został przedstawiony zmarły burmistrz Karl Lueger w białej śmiertelnej koszuli. Po ukończeniu w 1910 patronem kościoła został św. Karol Boremeusz, ale otrzymał także nazwę „Kościół pamięci dr Karla Luegera”. Ta ostatnia nazwa zaciążyła na postrzeganiu budowli, bowiem polityczni przeciwnicy burmistrza widzieli w nim pomnik Luegera, a nie kościół cmentarny wyjątkowy w historii sztuki. Znaczenie tego secesyjnego dzieła sztuki stworzonego przez Hegele z tych samych powodów nie było doceniane przez historyków sztuki i architektów. Ten wyjątkowy kościół cmentarny, jeden z najważniejszych na świecie budynków sakralnych w stylu secesyjnym, jest do dzisiaj nieobecny w najważniejszych publikacjach specjalistycznych. Max Hegele udatnie połączył w nim barokowy owalny plan budynku oraz potężnej kopuły (nawiązującej do Karlskirche w Wiedniu, a tym samym do bazyliki św. Piotra w Rzymie) z modernistyczną koncepcją elewacji i wnętrz. Nawiązanie przez niego do szeregu elementów architektonicznych charakterystycznych dla Otto Wagnera powoduje, że wielu z późniejszych historyków sztuki niesłusznie uważało go za ucznia tego ostatniego.
Kościół dzięki swemu położeniu, jak również 60-metrowej kopule szybko stał się wizytówką Cmentarza Centralnego. Na czterech bocznych wieżach znajdują się zegary. Na ich tarczach znajdują się litery zamiast cyfr, które – czytane zgodnie z ruchem wskazówek zegara od 1 do 11 – dają łacińskie zdanie Tempus fugit. W pozycji na godzinie 12 znajduje się mały krzyż. Budowla składa się z dwóch kościołów górnego i dolnego. Górny kościół znajduje się około 3 metrów nad poziomem cmentarza i wejść można do niego trzema zewnętrznymi pochylniami ze schodami. Jest to budowla centralna, złożona z ośmiobocznej nawy, nakrytej kopułą z latarnią, wysoką na 58,5 m. Nawa powiększona jest o cztery aneksy, z których jeden pełni funkcję prezbiterium, a pozostałe są przedsionkami. Od frontu dostawione są dwie niskie wieże, zasłonięte pylonowym frontonem z wnęką pośrodku, wspartą na dwóch kolumnach. Po bokach prezbiterium dostawione są wyższe wieże, nakryte kopułkami z krzyżami. Kopuła umieszczona jest na okrągłym, wysokim tamburze, przeprutym dużymi prostokątnymi oknami oświetlającymi wnętrze. W bocznych elewacjach kościoła rozmieszczone są duże okna prostokątne oraz duże półkoliste okna. Nad portalem wejściowym znajdują się wyobrażeniami pary aniołów których autorami byli Carl Wollek i Theodor Charlemont. Na wprost od północnego, centralnego wejścia znajduje się ołtarz główny. Znajdujące się nad ołtarzem głównym malowidło z wyobrażeniem Sądu Ostatecznego jest autorstwa Hansa Zatzki. Poniżej trzy obrazy tego samego autora. Witraże i mozaiki ścienne kościoła pochodzą od Leopolda Forstnera, który według własnych projektów przedstawił czterech ewangelistów w wiszących kopułach i zaprojektował obszary wejściowe do bocznych kaplic. Mozaiki w kościele górnym przedstawiające ewangelistów wykonali Josef Heu (św. Jana), Othmar Schimkowitz (św. Łukasza), Josef Breitner (św. Mateusza) i Artur Kaan (św. Marka). Mural wykonany przez Jakoba Grubera „wskrzeszenia córki Jaira” znajduje się w lewym transepcie. Murale „wygnanie Adama i Ewy z raju” (Georg Leisek) i „żałoba za Abla” (Hans Rathausky) znajdują się w holu, gdzie znalazły także miejsce płaskorzeźby rzeźbiarzy Johanna Rathausky’ego i Georga Leiseka. W stylu secesji wiedeńskiej są także drobne elementy takie jak żyrandole, świeczniki, kropielnice czy kafelki. Poniżej znajduje się dolny kościół, który służy jako krypta, w której znajduje się 44 grobowców m.in. Karla Luegera.
W trakcie II wojny światowej kościół został poważnie uszkodzony, zniszczeniu uległa w 1945 częściowo kopuła. Naruszona została także konstrukcja budynku, a cztery boczne wieże groziły odłączeniem się od centralnego budynku z kopułą. Przyczyną tego dramatycznie pogarszającego się stanu sprzed kilku lat były zbyt słabe fundament, błędy statyczne w konstrukcji kościoła oraz zalewanie przez wody gruntowe jego podziemi. Dzisiejszy wygląd kościół zawdzięcza przeprowadzonym w latach 1995–2000 kompleksowym pracom które kosztowały 183 miliony szylingów. Wzmocniły one konstrukcję one osłabioną konstrukcję oraz wymieniły wyposażenie techniczne. Istotną część działań stanowiła rekonstrukcja jego detali architektonicznych według oryginalnych planów. Największym wyzwaniem prac konserwatorskich była rekonstrukcja zniszczonej w 1945 mozaiki kopułowej składającej się z około 22 000 osobnych części. Po przeprowadzonym remoncie kościół otrzymał nową nazwę – kościół cmentarny Św. Karola Boromeusza (Friedhofskirche St. Karl Borromäus).

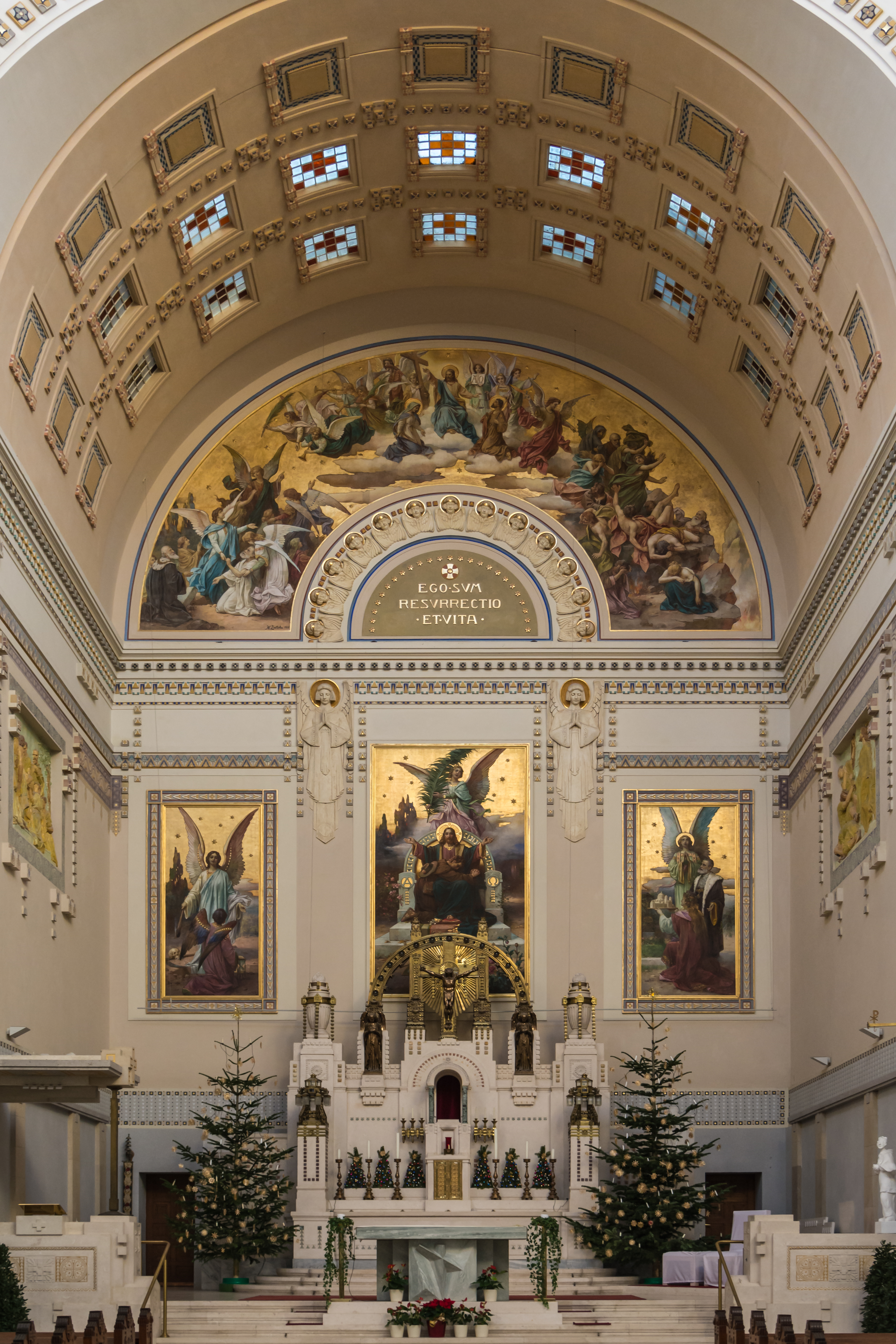
Prezbiterium z ołtarzem głównym
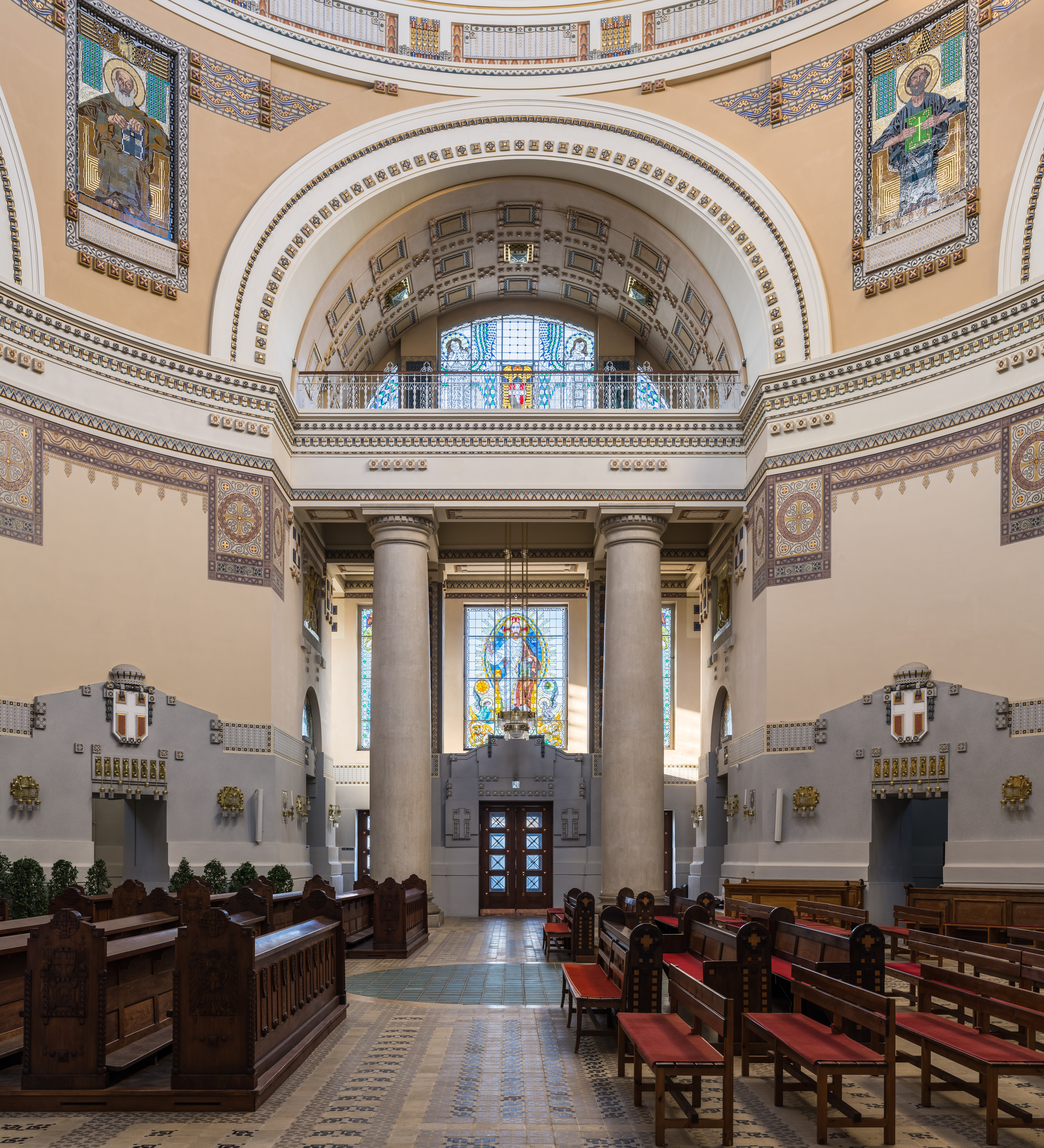
Wejście północne do kościoła
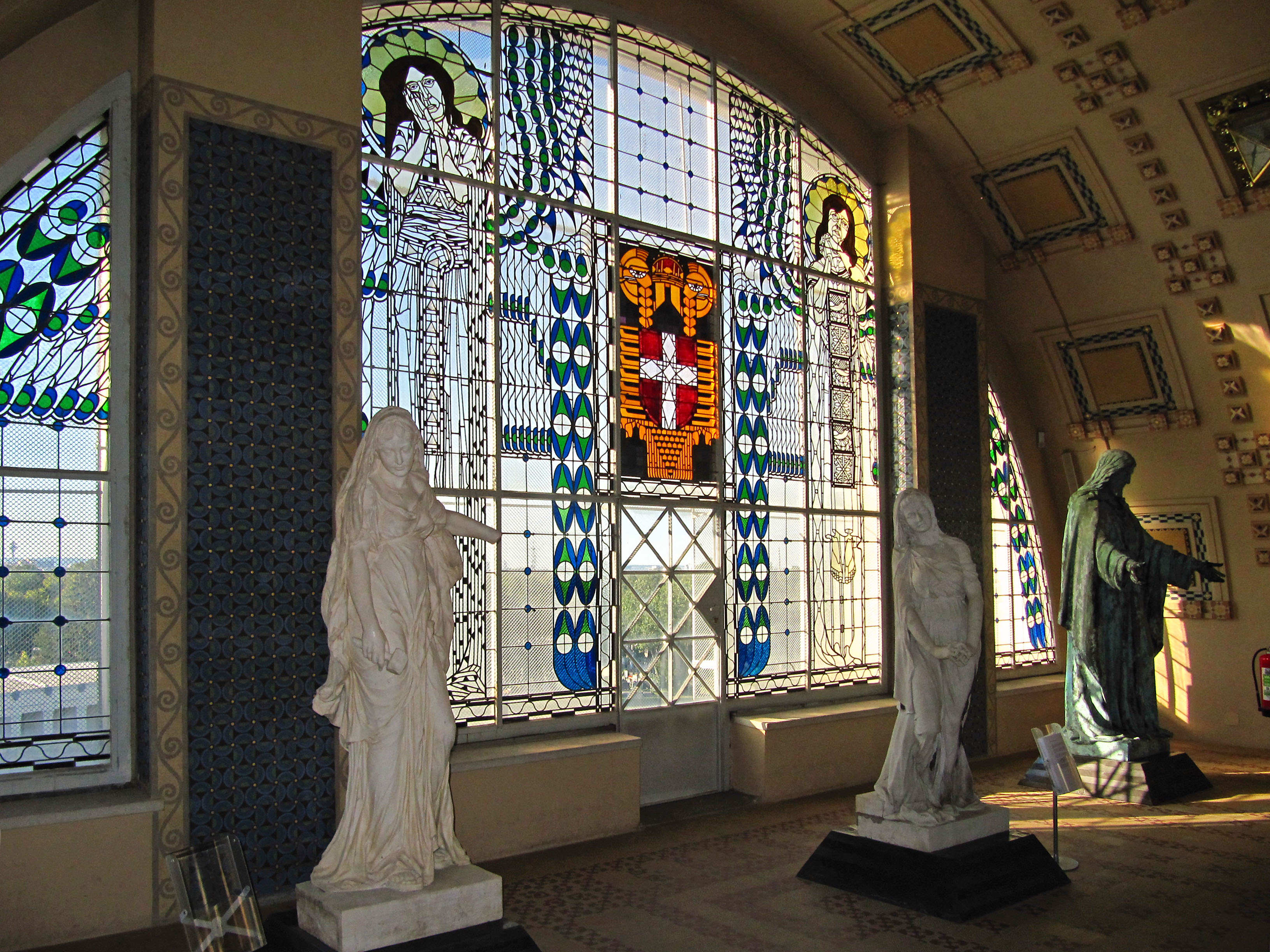
Witraże Leopolda Forstnera
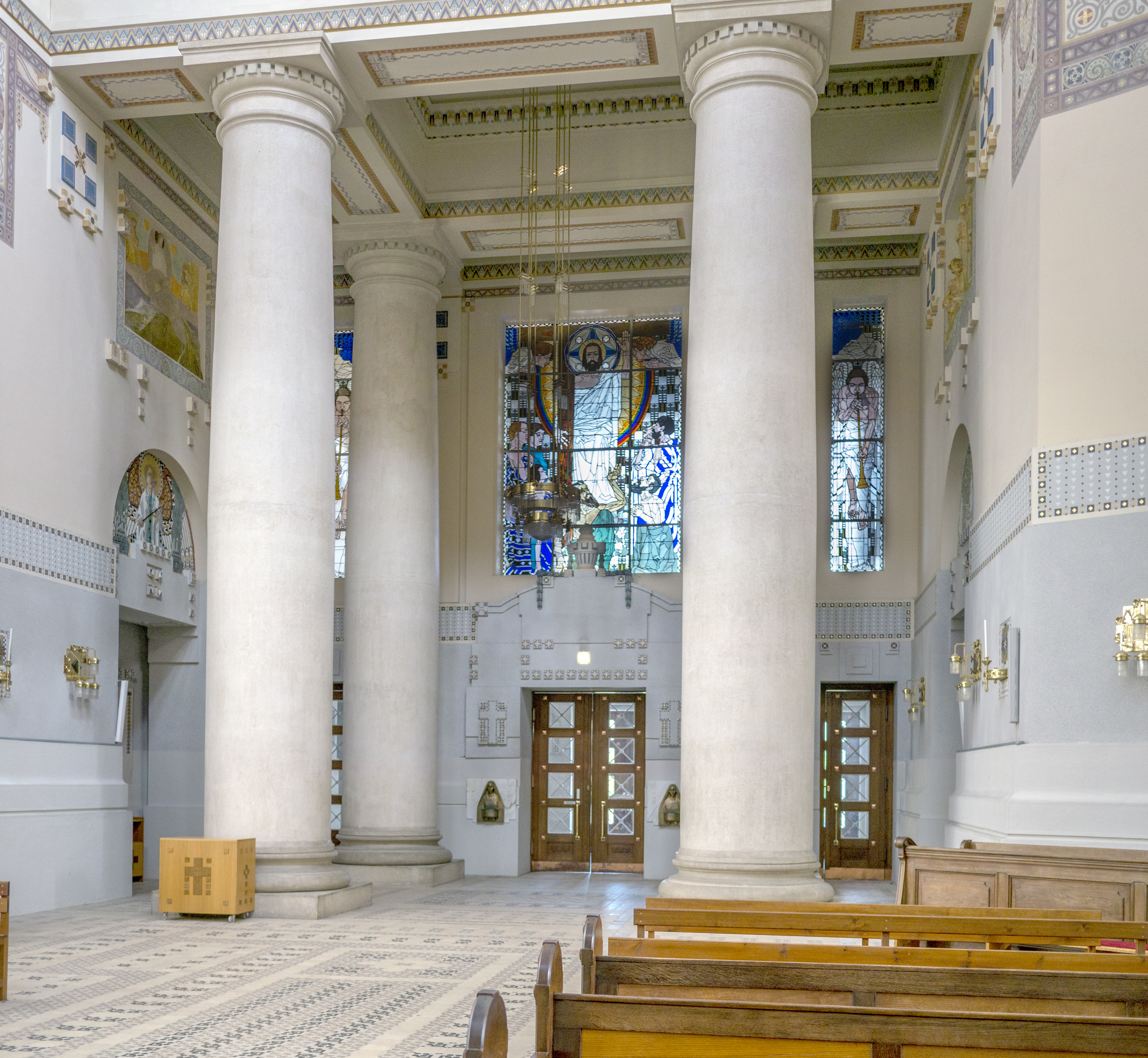
mozaiki i witraże Leopolda Forstnera
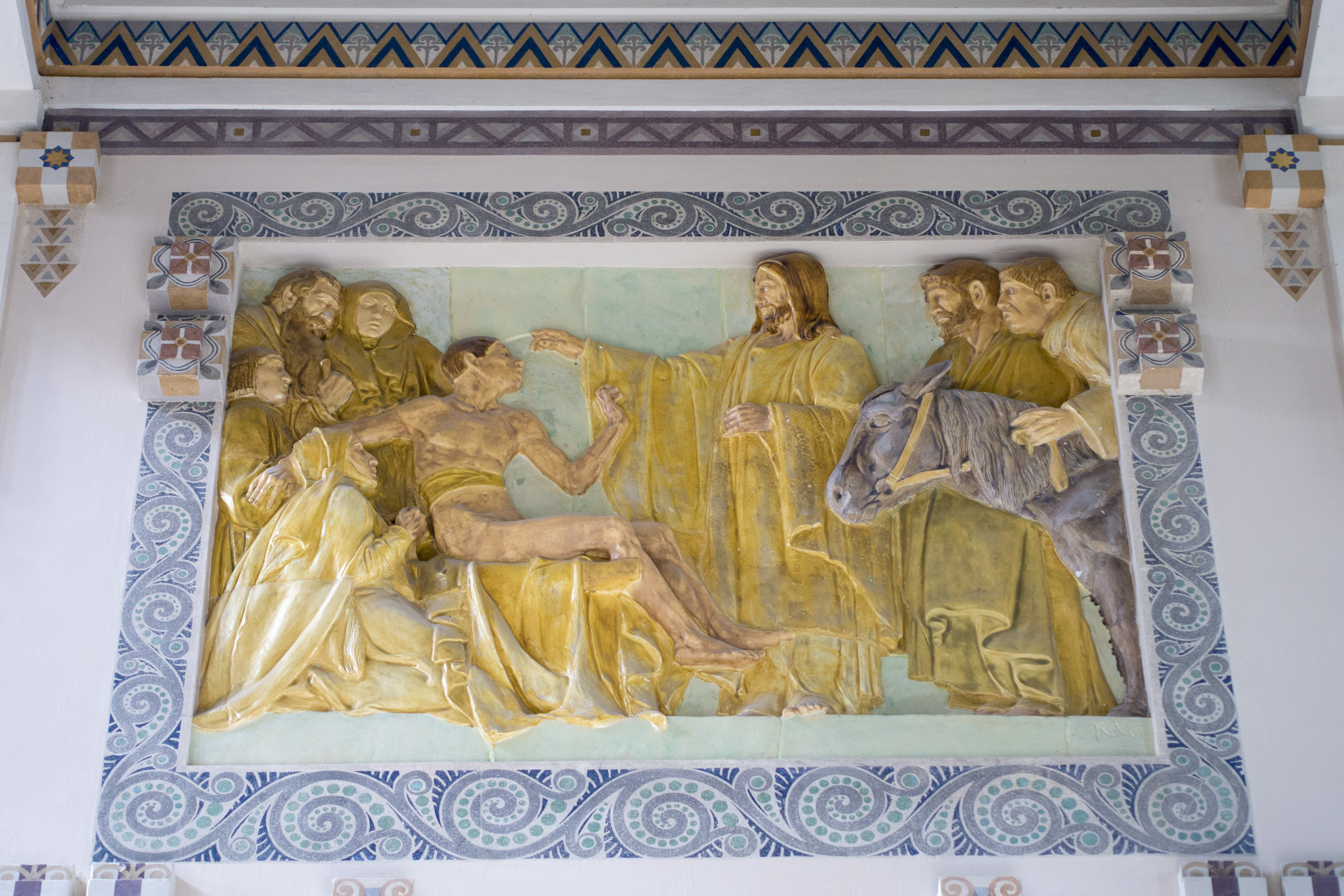
płaskorzeźba ceramiczna Theodora Khuena
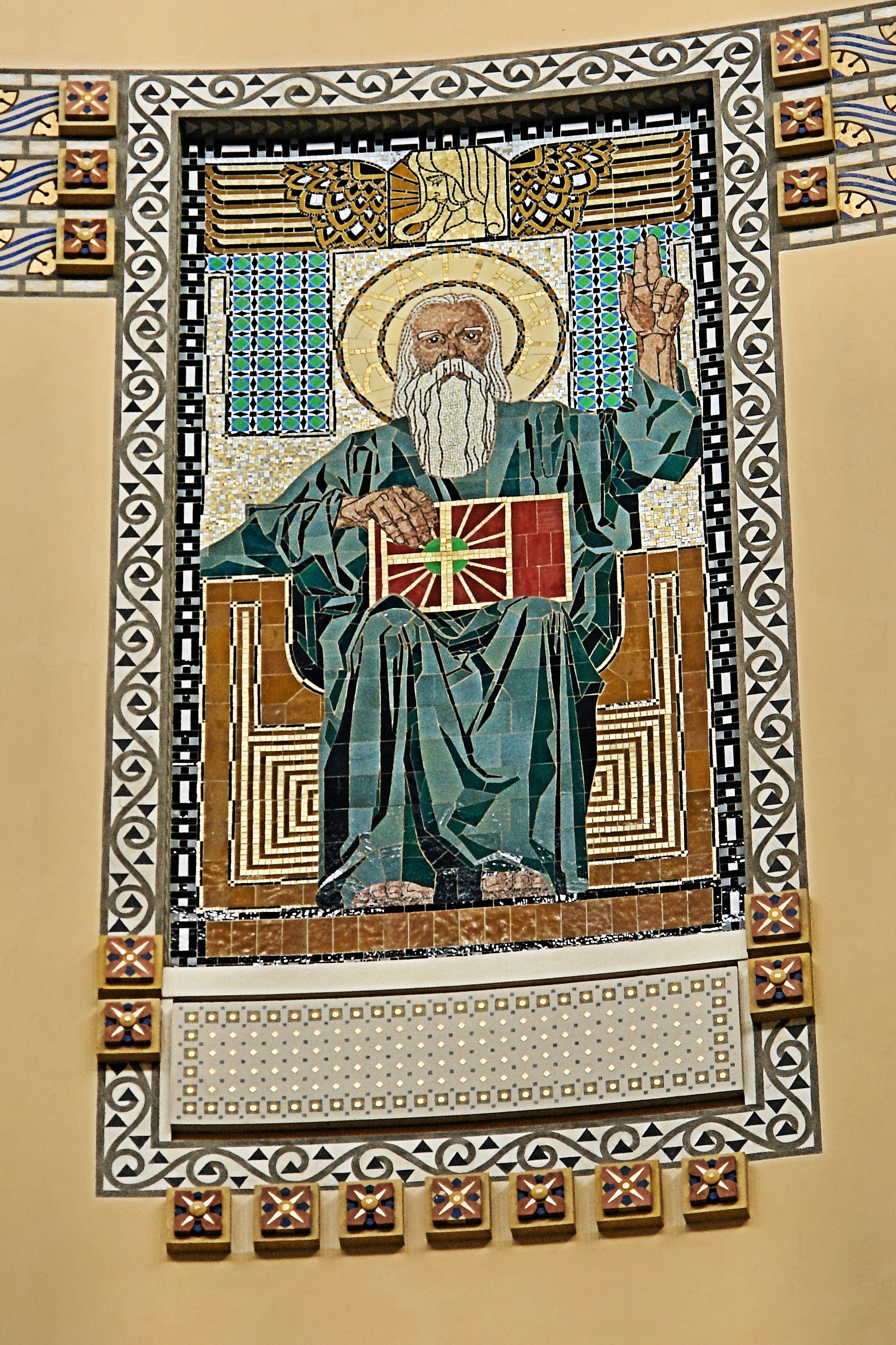
mozaika – św. Mateusz
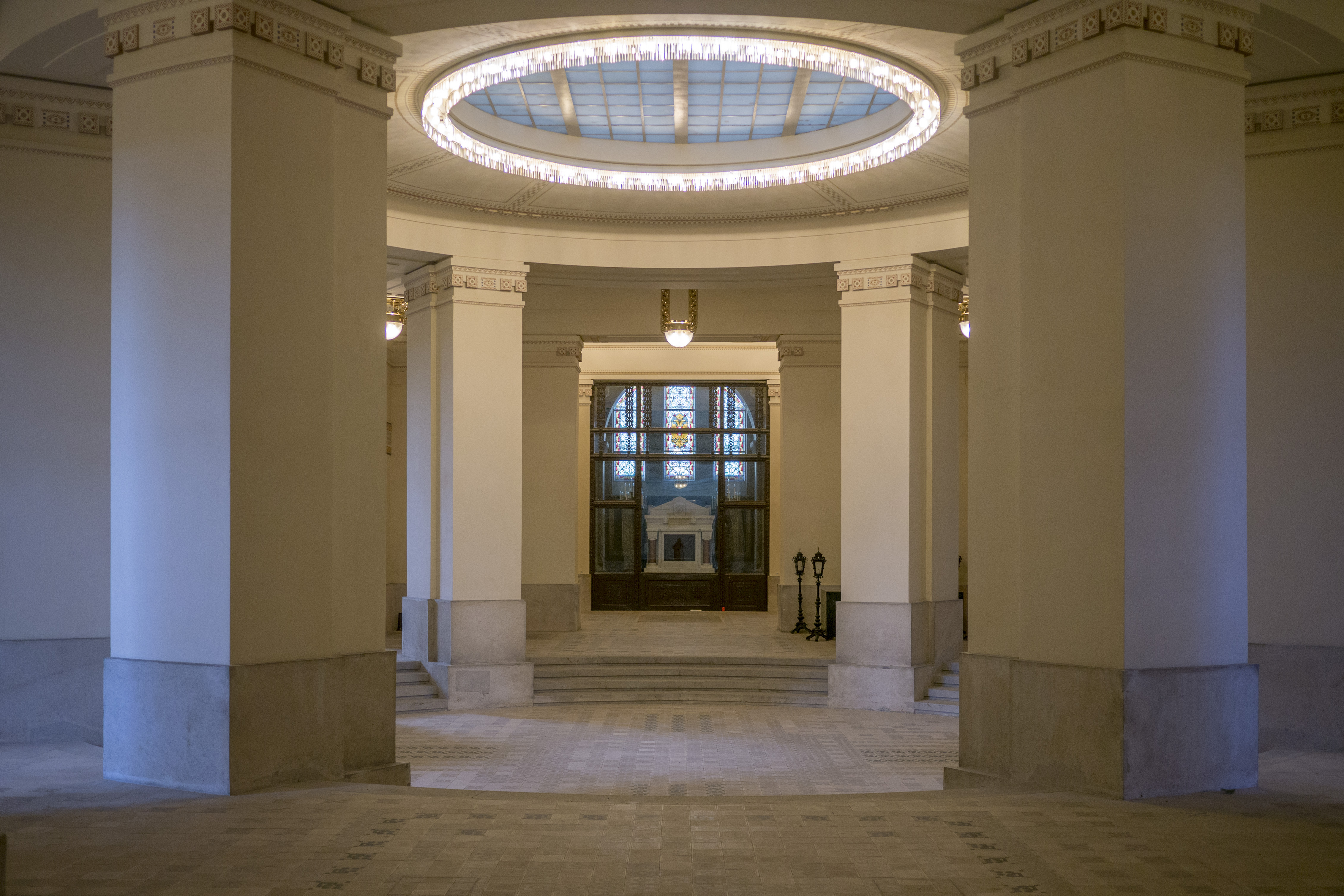
dolny kościół – krypta